# Pragersko - marsiljka
Pragersko - marsiljka este o arie protejată (arie specială de conservare — SAC, sit de importanță comunitară — SCI) din Slovenia întinsă pe o suprafață de 67,72 ha, integral pe uscat.

## Localizare
Centrul sitului Pragersko - marsiljka este situat la coordonatele 46°23′07″N 15°39′58″E / 46.3854°N 15.6661°E.

## Înființare
Situl Pragersko - marsiljka a fost declarat sit de importanță comunitară în aprilie 2004 pentru a proteja 1 specie de plante. Situl a fost protejat și ca arie specială de conservare în februarie 2012.

## Biodiversitate
Situată în ecoregiunea continentală, aria protejată nu include niciun habitat protejat.
La baza desemnării sitului se află o specie protejată de  plante: Marsilea quadrifolia.